# Discografia de Faith No More
Este anexo lista a discografia da banda americana Faith No More.

## Álbuns de estúdio
| Ano                      | Detalhes do álbum                                                                                    | Melhores posições | Melhores posições | Melhores posições | Melhores posições | Melhores posições | Melhores posições | Melhores posições | Melhores posições | Melhores posições | Melhores posições | Melhores posições | Melhores posições | Certificações                                      |
| Ano                      | Detalhes do álbum                                                                                    | EUA               | AUS               | AUT               | FIN               | FRA               | ALE               | HOL               | NOR               | NZL               | SUE               | SUI               | RU                | Certificações                                      |
| ------------------------ | --- | ----------------- | ----------------- | ----------------- | ----------------- | ----------------- | ----------------- | ----------------- | ----------------- | ----------------- | ----------------- | ----------------- | ----------------- | -------------------------------------------------- |
| 1985                     | We Care a Lot - Lançado: 1985 - Gravadora: Mordam Records (#MDR 1)                                   | —                 | —                 | —                 | —                 | —                 | —                 | —                 | —                 | —                 | —                 | —                 | —                 |                                                    |
| 1987                     | Introduce Yourself - Lançado: Abril de 1987 - Gravadora: Slash Records (#9 25559-2)                  | —                 | 57                | —                 | —                 | —                 | —                 | —                 | —                 | —                 | —                 | —                 | 88                |                                                    |
| 1989                     | The Real Thing - Lançado: 3 de Julho de 1989 - Gravadora: Slash (#9 25878-2)                         | 11                | 2                 | —                 | 16                | —                 | —                 | —                 | —                 | 48                | 38                | —                 | 30                | - EUA: Platina - CAN: Platina - RU: Prata          |
| 1992                     | Angel Dust - Lançado: 8 de Junho de 1992 - Gravadora: Slash (#9 26785-2)                             | 8                 | 2                 | 4                 | 5                 | 4                 | 8                 | 22                | 7                 | 6                 | 18                | 9                 | 2                 | - EUA: Ouro - AUS: Ouro - CAN: Platina - RU: Prata |
| 1995                     | King for a Day... Fool for a Lifetime - Lançado: 25 de Março de 1995 - Gravadora: Slash (#9 45723-2) | 30                | 2                 | 9                 | 2                 | —                 | 8                 | 8                 | 6                 | 3                 | 5                 | 7                 | 5                 | - AUS: Platina - RU: Ouro                          |
| 1997                     | Album of the Year - Lançado: 3 de Junho de 1997 - Gravadora: Slash (#9 46629-2)                      | 36                | 1                 | 5                 | 4                 | 17                | 2                 | 31                | 5                 | 1                 | 11                | 16                | 7                 | - AUS: Platina - RU: Ouro                          |
| 2015                     | Sol Invictus - Lançamento: 19 de maio de 2015 - Gravadora: Ipecac Recordings                         | -                 | -                 | -                 | -                 | -                 | -                 | -                 | -                 | -                 | -                 | -                 | -                 |                                                    |
| "—" não chegou a tabela. | |                   |                   |                   |                   |                   |                   |                   |                   |                   |                   |                   |                   |                                                    |

## Álbuns ao vivo
| Ano  | Detalhes do álbum                                                                             | Melhores posições | Melhores posições |
| Ano  | Detalhes do álbum                                                                             | AUS               | RU                |
| ---- | --------------------------------------------------------------------------------------------- | ----------------- | ----------------- |
| 1991 | Live at the Brixton Academy - Lançado: 4 de Fevereiro de 1991 - Gravadora: Slash (#828 238-2) | 93                | 20                |

## Álbuns de compilação
| Ano                      | Detalhes do álbum | Melhores posições | Melhores posições | Melhores posições | Melhores posições | Melhores posições | Melhores posições | Melhores posições | Certificações              |
| Ano                      | Detalhes do álbum | AUS               | AUT               | FIN               | NOR               | NZL               | SWI               | UK                | Certificações              |
| ------------------------ | --- | ----------------- | ----------------- | ----------------- | ----------------- | ----------------- | ----------------- | ----------------- | -------------------------- |
| 1998                     | Who Cares a Lot? - Lançado: 24 de Novembro de 1998 - Gravadora: Slash, London (#556 052-2) (#556057-2) - Gravadora: Slash, Reprise (#9 47149-2) | 4                 | 46                | —                 | 26                | 10                | —                 | 37                | - AUS: Platina - UK: Prata |
| 2003                     | This Is It: The Best of Faith No More - Lançado: 28 de Janeiro de 2003 - Gravadora: Rhino, WEA (#R2 76099)                                      | —                 | —                 | —                 | —                 | —                 | —                 | —                 |                            |
| 2005                     | Epic and Other Hits - Lançado: 2005 - Gravadora: Warner Bros. (#73245)                                                                          | —                 | —                 | —                 | —                 | —                 | —                 | —                 |                            |
| 2006                     | The Platinum Collection - Lançado: 10 de Janeiro de 2006 - Gravadora: Warner Bros. (#5101-11734-2)                                              | —                 | —                 | —                 | —                 | —                 | —                 | 38                |                            |
| 2008                     | The Works - Lançado: 31 de Março de 2008 - Gravadora: Rhino (#5144-27750-2)                                                                     | —                 | —                 | —                 | —                 | —                 | —                 | —                 |                            |
| 2009                     | The Very Best Definitive Ultimate Greatest Hits Collection - Lançado: 8 de Junho de 2009 - Gravadora: Rhino                                     | —                 | —                 | 6                 | —                 | 37                | 77                | 128               |                            |
| 2010                     | Midlife Crisis: The Very Best of Faith No More - Lançado: 20 de Setembro de 2010 - Gravadora: Music Club Deluxe                                 | —                 | —                 | —                 | —                 | —                 | —                 | —                 |                            |
| "—" não chegou a tabela. | |                   |                   |                   |                   |                   |                   |                   |                            |

## Vídeos

### Vídeos musicais
| Ano  | Canção                     | Diretor               |
| ---- | -------------------------- | --------------------- |
| 1988 | "We Care a Lot"            | Bob Biggs & Jay Brown |
| 1988 | "Anne's Song"              | Tamra Davis           |
| 1989 | "From Out of Nowhere"      | Doug Freel            |
| 1990 | "Epic"                     | Ralph Ziman           |
| 1990 | "Falling to Pieces"        | Ralph Ziman           |
| 1990 | "Surprise! You're Dead!"   | Billy Gould           |
| 1992 | "MidLife Crisis"           | Kevin Kerslake        |
| 1992 | "A Small Victory"          | Marcus Nispel         |
| 1992 | "Everything's Ruined"      | Kevin Kerslake        |
| 1992 | "Easy"                     | Barry McGuire         |
| 1993 | "Another Body Murdered"[A] | Marcus Raboy          |
| 1995 | "Digging the Grave"        | Marcus Raboy          |
| 1995 | "Ricochet"                 | Alex Hemming          |
| 1995 | "Evidence"                 | Walter A. Stern       |
| 1997 | "Ashes to Ashes"           | Tim Royes             |
| 1997 | "Last Cup of Sorrow"       | Joseph Kahn           |
| 1997 | "Stripsearch"              | Philip Stolzl         |
| 1998 | "I Started a Joke"         | Vito Rocco            |